# Acasio
Acasio è un comune (municipio in spagnolo) della Bolivia nella provincia di General Bernardino Bilbao (dipartimento di Potosí) con 2.979 abitanti (dato 2010).

## Cantoni
Il comune è suddiviso in 2 cantoni.
- Acasio
- Taconi de Caine